# Numerius Fabius Vibulanus
Pour les articles homonymes, voir Fabius Vibulanus.
Numerius Fabius Vibulanus est un homme politique de la République romaine, consul en 421 av. J.-C. et tribun consulaire en 415 et 407 av. J.-C.

## Famille
Il est membre des Fabii Vibulani, branche patricienne de la gens Fabia. Il est le fils de Quintus Fabius Vibulanus, consul en 467 av. J.-C., et le petit-fils de Marcus Fabius Vibulanus, consul en 483 av. J.-C. Selon Tite-Live, son praenomen est Cnaeus, alors que les Fasti Capitolini donnent Numerius. Ce dernier prénom apparaît dans la gens Fabia après le mariage d'un Fabius avec la fille de Numerius Otacilius, un Samnite de Malventum. Son nom complet est Numerius (ou Cnaeus) Fabius Q.f. M.n. Vibulanus. Il est le frère de Marcus Fabius Vibulanus, consul en 442 av. J.-C., et de Quintus Fabius Vibulanus, consul en 423 av. J.-C.

## Biographie

### Consulat (421)
Numerius Fabius devient consul en 421 av. J.-C. avec Titus Quinctius Capitolinus Barbatus pour collègue. Numerius Fabius prend le commandement militaire contre le Èques qui tentent de profiter de l'affaiblissement de l'armée romaine après le revers essuyé par Caius Sempronius Atratinus face aux Volsques en 423 av. J.-C. La victoire est aisée et l'honneur du triomphe est refusé à Numerius Fabius à qui on accorde tout de même une ovation,.
De retour à Rome, Numerius Fabius et son collègue Titus Quinctius projettent de doubler le nombre de questeurs, qui passerait de deux à quatre. Les deux questeurs supplémentaires auraient pour mission de suppléer les consuls dans la gestion des opérations militaires. Cette proposition provoque des tensions entre les tribuns de la plèbe et le Sénat, les premiers souhaitant qu'une partie des questeurs soient issus de la plèbe. Le Sénat accorde finalement que l'élection se fasse sur le modèle de celle des tribuns consulaires, autorisant les candidats plébéiens, bien que dans les faits, les tribuns consulaires sont très majoritairement issus du patriciat. Les tribuns de la plèbe rejettent cette concession et le projet des consuls est abandonné. Néanmoins, les tensions à la fin de leur mandat sont telles qu'il est nécessaire de nommer un interroi afin d'assurer de nouvelles élections consulaires. Lucius Papirius Mugillanus qui est élu pour cette fonction parvient à assurer l'élection de tribuns consulaires.

### Premier tribunat consulaire (415)
Numerius Fabius fait partie du collège de tribuns consulaires pour l'année 415 av. J.-C., avec Caius Valerius Potitus Volusus, Publius Cornelius Cossus et Quintus Quinctius Cincinnatus. Les Èques de Bola envahissent le territoire de Labicum, récemment conquis et colonisé par les Romains. Les tribuns consulaires mènent une rapide campagne militaire et repoussent les Èques de Bola qui n'ont pas pu bénéficier du soutien du reste des Èques, encore marqués par leur défaite face aux Romains trois ans plus tôt. Bola est prise après un court siège et quelques combats.
Après la conquête de cette ville, le tribun de la plèbe Lucius Decius propose l'envoi d'une colonie, comme cela a été le cas pour Labicum en 419 av. J.-C., mais sa proposition est bloquée par le veto de ses collègues,.

### Deuxième tribunat consulaire (407)
Numerius Fabius est de nouveau élu tribun militaire à pouvoir consulaire en 407 av. J.-C. avec Caius Servilius Structus Ahala, Caius Valerius Potitus Volusus et Lucius Furius Medullinus pour collègues. Tous les tribuns consulaires sont patriciens et ont tous déjà exercé cette fonction par le passé.